# ल
Cette page contient des caractères spéciaux ou non latins. S’ils s’affichent mal (▯, ?, etc.), consultez la page d’aide Unicode.
ल, appelé la et transcrit l, est une consonne de l’alphasyllabaire devanagari.

## Représentations informatiques
Ses Unicode sont :
| formes | représentations | chaînes de caractères | points de code | descriptions                                    |
| ------ | --------------- | --------------------- | -------------- | ----------------------------------------------- |
| pleine | ल               | ल                     | U+0932         | lettre devanagari la                            |
| morte  | ल्               | ल◌्                    | U+0932 U+094D  | lettre devanagari la, symbole devanagari virama |